# Aenictus eugenii
Aenictus eugenii é uma espécie de formiga do gênero Aenictus.